# كامل مسعود
كامل مسعود (2 أغسطس 1914 - تاريخ الوفاة غير معلوم) لاعب كرة قدم مصري راحل كان يجيد اللعب في خط الهجوم.
لعب طوال مسيرته الرياضية في نادي الزمالك.
شارك مع منتخب مصر في بطولة كأس العالم 1934 في إيطاليا حيث خرج من الدور الثمن النهائي.

## وصلات خارجية
- هذا سيرة ذاتية